# Шевченко (Советский район)
Шевченко — хутор в Советском районе Курской области России. Входит в состав Мансуровского сельсовета.

## География
Хутор находится в восточной части Курской области, в лесостепной зоне, в пределах южного склона среднерусской возвышенности, на левом берегу реки Кшени, на расстоянии примерно 17 километров (по прямой) к юго-западу от посёлка городского типа Кшенский, административного центра района. Абсолютная высота — 199 метров над уровнем моря.

### Климат
Климат характеризуется как умеренно континентальный с умеренно холодной зимой и тёплым летом. Абсолютный минимум температуры воздуха самого холодного месяца (января) составляет −37 °C; абсолютный максимум самого тёплого месяца (июля) — 40 °C. Среднегодовое количество атмосферных осадков составляет 582 мм. Большая их часть (460 мм) выпадает в течение тёплого периода. Снежный покров держится в среднем около 130—145 дней в году.

## Население
| 2002 | 2010 |
| ---- | ---- |
| 58   | ↘44  |

Половой состав
По данным Всероссийской переписи населения 2010 года в половой структуре населения мужчины составляли 47,7 %, женщины — соответственно 52,3 %.
Национальный состав
Согласно результатам переписи 2002 года, в национальной структуре населения русские составляли 97 % из 58 чел.